# Прапор Первомайського району (Харківська область)
Пра́пор Первома́йського райо́ну — офіційний символ Первомайського району Харківської області, затверджений 23 лютого 2001 року рішенням сесії Первомайської районної ради.

## Опис
Прапор являє собою прямокутне малинове полотнище, що має співвідношення сторін 2:3, в центрі — герб району, що має вигляд перетятого щита. У верхньому полі розташовано герб Харківської області, а в лазуровому розташована срібна фортеця, над якою у синьому полі сходить золоте сонце. З обох боків над фортецею та сонцем розміщено два золоті житні колоски, що утворюють півколо.